# Йосип Козарац
Йосип Козарац (хорв. Josip Kozarac; 18 березня 1858, Вінковці — 21 серпня 1906, Копривниця) — хорватський письменник. Перші твори Козараца — романтичні вірші і комедії, проте найяскравіше його талант розкрився у прозі (романи «Мертві капітали», 1889, «Між світлом і темрявою», 1891). Козарац — майстер новели («Красуня Ката», 1887, «Тена», 1894, і ін).

## Біографія
Йосип Козарац був одним з найбільш відомих прозаїків, романістів і поетів Хорватії, а його внесок у розвиток хорватської літератури вважається безцінним. Письменник народився в місті Вінковці, де закінчив початкову школу і після відвідував гімназію. Навчання в гімназії давалося йому з великими труднощами, але все ж він зміг її закінчити.
Після закінчення гімназії Йосип на час навчання переїхав до Відня, де вступив до коледжу. Йосип часто виїжджав в околиці міста, проводив час на природі, просто спостерігаючи за життям, яке протікає навколо. У 1879 році закінчив коледж як кращий учень. Тоді ж почав писати вірші, розвиваючи свій літературний талант. Несподівано помер його батько, що дуже сильно вплинуло на його подальшу творчість. Залишившись жити з матір'ю, Йосип Козарац почав писати оповідання і романи, і все більше занурюючись у роботу у лісному господарстві.
Бувши одним із кращих фахівців у галузі лісового господарства в регіоні, він розширює сферу роботи і обслуговує безліч населених пунктів. З 1896 по 1898 рік він був одним з редактором журналу «Šumarskog lista». Він писав і публікувував статті, але всі вони були пов'язані з його роботою. Поступово він став шанованим в усій Європі експертом, але, зробивши свій внесок у розвиток хорватського лісового господарства, він вирішив відступити від роботи і присвятити себе іншим справам, в тому числі і літератури.
Хоча Йосип Козарац і писав в основному про природу, він також описував проблеми, з якими стикаються хорватські селяни, їхні погляди на життя та навколишнє середовище. Так, Козарац був відомий як один з найчесніших хорватських письменників, адже в своїх оповіданнях він показував реальність такою, яка вона є насправді, описував проблеми і пропонував їх вирішення.